# سانتياغو غوزمان
سانتياغو غوزمان (بالإنجليزية: Santiago Guzmán)‏ هو لاعب كرة قاعدة دومينيكاوي، ولد في 25 يوليو 1949 في سان بيدرو دي ماكوريس في جمهورية الدومينيكان.

## وصلات خارجية
- سانتياغو غوزمان على موقع دوري كرة القاعدة الرئيسي (الإنجليزية)
- سانتياغو غوزمان على موقعبيزبول رفرنس.كوم (الدوري الرئيسي) (الإنجليزية)
- سانتياغو غوزمان على موقعبيزبول رفرنس.كوم (الدوري الثانوي) (الإنجليزية)